# Liga Europeia de Hóquei em Patins de 2011–12
A Liga Europeia de 2011–12 foi a 47ª edição da Liga Europeia organizada pelo CERH. 

## Equipas da Liga Europeia 2011/12
As equipas classificadas são: 
| Fase de Grupos | Equipas         | Equipas       | Equipas           | Equipas        |
| -------------- | --------------- | ------------- | ----------------- | -------------- |
| Fase de Grupos | Liceo da Coruña | Reus Deportiu | FC Barcelona      | CE Noia        |
| Fase de Grupos | CP Vic          | FC Porto      | SL Benfica        | UD Oliveirense |
| Fase de Grupos | Candelária SC   | CGC Viareggio | Marzotto Valdagno | Amatori Lodi   |
| Fase de Grupos | RSC Cronenberg  | ERG Iserlohn  | US Coutras        | Genève RHC     |

## Fase de Grupos

### Grupo A
| Equipe     | Pts | J | V | E | D | GM | GS | DG |
| ---------- | --- | - | - | - | - | -- | -- | -- |
| Barcelona  | 11  | 6 | 3 | 2 | 1 | 23 | 14 | 9  |
| Candelária | 10  | 6 | 3 | 1 | 2 | 16 | 14 | 2  |
| Viareggio  | 10  | 6 | 3 | 1 | 2 | 23 | 26 | -3 |
| Noia       | 3   | 6 | 1 | 0 | 5 | 16 | 24 | -8 |

|            | BAR | CAN | VIA | NOI |
| ---------- | --- | --- | --- | --- |
| Barcelona  | –   | 2–2 | 8–3 | 5–3 |
| Candelária | 3–2 | –   | 7–2 | 2–0 |
| Viareggio  | 3–3 | 3–0 | –   | 6–3 |
| Noia       | 0–3 | 5–2 | 5–6 | –   |

| 19 de Novembro de 2011 | CGC Viareggio             | 3-3 | FC Barcelona | PalaBarsacchi              |
|                        | M. Bertolucci Orlandi (2) |     | M. Torra (3) | Árbitro: Lamela e Porteiro |

| 19 de Novembro de 2011 | Candelária SC      | 2-0 | CE Noia | Pavilhão da Candelária     |
|                        | Montivero J. Silva |     |         | Árbitro: Rotelli e Ferrari |

| 17 de Dezembro de 2011 | FC Barcelona        | 2-2 | Candelária SC      | Palau Blaugrana               |
|                        | M. Torra P. Álvarez |     | Montivero J. Silva | Árbitro: Carmazzi e Barbarisi |

| 17 de Dezembro de 2011 | CE Noia                             | 5-6 | CGC Viareggio                           | Pavelló Olímpic de l'Ateneu Agrícola |
|                        | Esteller (2) Feixas (2) P. Bargalló |     | M. Bertolucci E. García (4) E. Mariotti | Árbitro: Carpello e Romão            |

| 21 de Janeiro de 2012 | CE Noia | 0-3 | FC Barcelona              | Pavelló Olímpic de l'Ateneu Agrícola |
|                       |         |     | Ordeig M. Torra R. García | Árbitro: Monteiro e J. Ventura       |

| 21 de Janeiro de 2012 | Candelária SC                                       | 7-2 | CGC Viareggio         | Pavilhão da Candelária |
|                       | T. Resende (2) T. Rafael Montivero (3) M. Fernández |     | E. García E. Mariotti | Árbitro: Ribó e Molina |

| 17 de Fevereiro de 2012 | FC Barcelona                  | 5-3 | CE Noia                    | Palau Blaugrana          |
|                         | Gual Juliá Torra Panadero (2) |     | Ferrés Mitjans P. Bargalló | Árbitro: Fermi e Galoppi |

| 18 de Fevereiro de 2012 | CGC Viareggio               | 3-0 | Candelária SC | PalaBarsacchi           |
|                         | M. Bertolucci (2) E. García |     |               | Árbitro: Delfa e Pradés |

| 16 de Março de 2012 | FC Barcelona                                 | 8-3 | CGC Viareggio                      | Palau Blaugrana            |
|                     | Juliá Ordeig (2) Torra Panadero (3) Borregán |     | A. Bertolucci D. Motaran E. García | Árbitro: Lamela e J. Pinto |

| 17 de Março de 2012 | CE Noia                             | 5-2 | Candelária SC      | Pavelló Olímpic de l'Ateneu Agrícola |
|                     | P. Bargalló (2) Del Amor (2) Feixas |     | Montivero J. Silva | Árbitro: Carmazzi e Perrone          |

| 14 de Abril de 2012 | Candelária SC                | 3-2 | FC Barcelona | Pavilhão da Candelária      |
|                     | T. Rafael Montivero J. Silva |     | M. Torra (2) | Árbitro: Bisacco e Da Prato |

| 14 de Abril de 2012 | CGC Viareggio                                          | 6-3 | CE Noia               | PalaBarsacchi              |
|                     | M. Bertolucci E. García (2) D. Motaran (2) E. Mariotti |     | Esteller Mitjans Seró | Árbitro: Inácio e J. Pinto |

### Grupo B
| Equipe         | Pts | J | V | E | D | GM | GS | DG  |
| -------------- | --- | - | - | - | - | -- | -- | --- |
| Reus Deportiu  | 14  | 6 | 4 | 2 | 0 | 25 | 13 | 12  |
| Oliveirense    | 12  | 6 | 3 | 3 | 0 | 26 | 10 | 16  |
| RSC Cronenberg | 6   | 6 | 2 | 0 | 4 | 14 | 27 | -13 |
| Coutras        | 1   | 6 | 0 | 1 | 5 | 14 | 29 | -15 |

|                | REU | OLI | CRO | COU |
| -------------- | --- | --- | --- | --- |
| Reus Deportiu  | –   | 3–3 | 8–2 | 6–3 |
| Oliveirense    | 1–1 | –   | 4–1 | 8–2 |
| RSC Cronenberg | 1–3 | 1–8 | –   | 7–3 |
| Coutras        | 3-4 | 2–2 | 1–2 | –   |

| 19 de Novembro de 2011 | US Coutras | 2-2 | UD Oliveirense | Rue de la Charmille         |
|                        | Cano (2)   |     | V. Pinto (2)   | Árbitro: Mayor e de la Hera |

| 19 de Novembro de 2011 | Reus Deportiu                                | 8-2 | RSC Cronenberg | Pazo dos Deportes do Reus Deportiu |
|                        | Casanovas Molet (3) Marín Adroher (2) Ferrer |     | Wochnik Velte  | Árbitro: Esoli e Tarassioux        |

| 17 de Dezembro de 2011 | UD Oliveirense | 1-1 | Reus Deportiu | Pavilhão Doutor Salvador Machado |
|                        | Nuno Resende   |     | Marín         | Árbitro: Perrone e Tartarelli    |

| 17 de Dezembro de 2011 | RSC Cronenberg                                   | 7-3 | US Coutras                | Alfred-Henkels Halle       |
|                        | Coelho (2) Haupt Bernadowitz Wochnik Velte Nusch |     | J. Lafargue C. García (2) | Árbitro: Armati e Eggimann |

| 21 de Janeiro de 2012 | UD Oliveirense            | 4-1 | RSC Cronenberg | Pavilhão Doutor Salvador Machado |
|                       | Tó Silva (2) V. Pinto (2) |     | Coelho         | Árbitro: Valverde e A. Gómez     |

| 21 de Janeiro de 2012 | US Coutras               | 3-4 | Reus Deportiu | Rue de la Charmille          |
|                       | Ducourtioux Lasnier Cano |     | Caldú (4)     | Árbitro: Barbarisi e Corponi |

| 18 de Fevereiro de 2012 | RSC Cronenberg | 1-8 | UD Oliveirense                                   | Alfred-Henkels Halle     |
|                         | Velte          |     | Nuno Resende (2) Ramos (3) Tó Silva V. Pinto (2) | Árbitro: Esoli e Nicolle |

| 18 de Fevereiro de 2012 | Reus Deportiu                            | 6-3 | US Coutras               | Pazo dos Deportes do Reus Deportiu |
|                         | Caldú Casanovas Marín Adroher (2) Ferrer |     | C. García (2) Lafourcade | Árbitro: Armati e Eggimann         |

| 16 de Março de 2012 | UD Oliveirense                              | 8-2 | US Coutras       | Pavilhão Doutor Salvador Machado |
|                     | Ramos (3) F. Silva Tó Silva (2) Azevedo (2) |     | Loches C. García | Árbitro: Sanz e Mariñas          |

| 17 de Março de 2012 | RSC Cronenberg | 1-3 | Reus Deportiu            | Alfred-Henkels Halle            |
|                     | Wochnik        |     | Casanovas Adroher Ferrer | Árbitro: Tartarelli e Andrisani |

| 14 de Abril de 2012 | US Coutras | 1-2 | RSC Cronenberg | Rue de la Charmille    |
|                     | Lafourcade |     | Velte (2)      | Árbitro: Ribó e Molina |

| 14 de Abril de 2012 | Reus Deportiu      | 3-3 | UD Oliveirense             | Pazo dos Deportes do Reus Deportiu |
|                     | Ollé Marín Adroher |     | F. Silva Tó Silva V. Pinto | Árbitro: Carmazzi e Galoppi        |

### Grupo C
| Equipe          | Pts | J | V | E | D | GM | GS | DG  |
| --------------- | --- | - | - | - | - | -- | -- | --- |
| HC Liceo Coruña | 12  | 6 | 4 | 0 | 2 | 29 | 19 | 10  |
| Hockey Valdagno | 12  | 6 | 4 | 0 | 2 | 32 | 24 | 8   |
| FC Porto        | 12  | 6 | 4 | 0 | 2 | 42 | 30 | 12  |
| Genéve RHC      | 0   | 6 | 0 | 0 | 6 | 19 | 49 | -30 |

|                 | LIC | VAL | FCP  | GEN  |
| --------------- | --- | --- | ---- | ---- |
| Liceo Coruña    | –   | 5–1 | 2–3  | 10–3 |
| Hockey Valdagno | 3–4 | –   | 7–6  | 4–3  |
| FC Porto        | 7–4 | 4–8 | –    | 10–4 |
| Genéve          | 2–4 | 2–9 | 5–12 | –    |

| 19 de Novembro de 2011 | FC Porto                  | 7-4 | HC Liceo Coruña              | Dragão Caixa                |
|                        | R. Ventura (3) P. Gil (4) |     | R. Barreiros J. Bargalló (3) | Árbitro: Carmazzi e Bisacco |

| 19 de Novembro de 2011 | Hockey Valdagno    | 4-3 | Genéve RHC    | PalaLido                               |
|                        | Tataranni (3) Rigo |     | García Méndez | Árbitro: Ullrich (GER) e Schäfer (GER) |

| 17 de Dezembro de 2011 | Genève RHC                              | 5-12 | FC Porto                                                             | Centre sportif de la Queue-d'Arve |
|                        | García Méndez (2) Alves (2) Von Däniken |      | F. Santos Suissas (2) R. Ventura (2) Moreira Oliveira (3) P. Gil (3) | Árbitro: F. García e Melero       |

| 17 de Dezembro de 2011 | HC Liceo Coruña                                | 5-1 | Hockey Valdagno | Pazo dos Deportes de Riazor |
|                        | J. Lamas A. Pérez (2) R. Barreiros J. Bargalló |     | Nicolía         | Árbitro: Inacio e Cardoso   |

| 21 de Janeiro de 2012 | FC Porto                      | 4-8 | Hockey Valdagno                  | Dragão Caixa                |
|                       | Suissas R. Ventura (2) P. Gil |     | Nicolía (3) De Oro Tataranni (4) | Árbitro: Martínez e Mariñas |

| 21 de Janeiro de 2012 | HC Liceo Coruña                                                | 10-3 | Genéve RHC                       | Pazo dos Deportes de Riazor         |
|                       | J. Lamas (3) M. Pascual S. Miras (2) A. Pérez (3) R. Barreiros |      | Nicolia (3) De Oro Tataranni (4) | Árbitro: Ullrich (GER) e Löwe (GER) |

| 18 de Fevereiro de 2012 | Genéve RHC        | 2-4 | HC Liceo Coruña                   | Centre sportif de la Queue-d'Arve |
|                         | García Méndez (2) |     | S. Miras A. Pérez J. Bargalló (2) | Árbitro: Corponi e Rotelli        |

| 18 de Fevereiro de 2012 | Hockey Valdagno                                   | 7-6 | FC Porto                                            | PalaLido               |
|                         | D. Nicoletti (2) Nicolía Tataranni (2) Rigo Cocco |     | F. Santos Suissas R. Ventura T. Santos (2) Oliveira | Árbitro: Galán e Bifet |

| 17 de Março de 2012 | HC Liceo Coruña   | 2-3 | FC Porto                | Pazo dos Deportes de Riazor   |
|                     | S. Miras E. Lamas |     | R. Ventura (2) Oliveira | Árbitro: Barbarisi e Da Prato |

| 17 de Março de 2012 | Genéve RHC        | 2-9 | Hockey Valdagno                         | Centre sportif de la Queue-d'Arve |
|                     | García Méndez (2) |     | Randon Nicolía De Oro (2) Tataranni (5) | Árbitro: Esoli e Nicolle          |

| 14 de Abril de 2012 | FC Porto                                                           | 10-4 | Genéve RHC                | Dragão Caixa               |
|                     | Suissas N. Pereira R. Ventura T. Santos (2) Moreira (2) P. Gil (3) |      | Alves (2) Von Däniken (2) | Árbitro: J. Gómez e Melero |

| 14 de Abril de 2012 | Hockey Valdagno     | 3-4 | HC Liceo Coruña                   | PalaLido                       |
|                     | Nicolía De Oro Rigo |     | J. Lamas E. Lamas J. Bargalló (2) | Árbitro: José Pinto e Monteiro |

### Grupo D
| Equipe       | Pts | J | V | E | D | GM | GS | DG  |
| ------------ | --- | - | - | - | - | -- | -- | --- |
| SL Benfica   | 13  | 6 | 4 | 1 | 1 | 38 | 17 | 21  |
| Amatori Lodi | 12  | 6 | 4 | 0 | 2 | 24 | 20 | 4   |
| Pati Vic     | 10  | 6 | 3 | 1 | 2 | 21 | 19 | 2   |
| ERG Iserlohn | 0   | 6 | 0 | 0 | 6 | 9  | 36 | -27 |

|              | SLB | LOD | VIC | ISE |
| ------------ | --- | --- | --- | --- |
| SL Benfica   | –   | 8–0 | 5–1 | 8–2 |
| Amatori Lodi | 8–5 | –   | 6–1 | 3–1 |
| Pati Vic     | 4–4 | 3–2 | –   | 8–1 |
| Iserlohn     | 2–8 | 2–5 | 1–4 | –   |

| 19 de Novembro de 2011 | Amatori Lodi                                           | 6-1 | Pati Vic         | PalaCastellotti                       |
|                        | Fernando Montigel (3) Matias Platero Sergio Fiesta (2) |     | Jordi Carboribas | Árbitro: Joaquim Pinto e Luis Peixoto |

| 19 de Novembro de 2011 | SL Benfica                                                       | 8-2 | ERG Iserlohn                | Pav. Luz |
|                        | Cacau (2) João Rodrigues Sérgio Silva Valter Neves Luís Viana(3) |     | Sérgio Pereira Kai Milewski |          |

| 17 de Dezembro de 2011 | ERG Iserlohn         | 2-5 | Amatori Lodi                                                       | Pav. Iserlohn                  |
|                        | Sebastien Glowka (2) |     | Pierluigi Bresciani Valerio Antezza Marco Motaran Ariel Romero (2) | Árbitro: Valverde e Luis Delfa |

| 17 de Dezembro de 2011 | Pati Vic                     | 4-4 | SL Benfica                        | Pavillón Olímpico                |
|                        | Josep Roca Lucas Facundo (3) |     | Diogo Rafael Cacau (2) Luís Viana | Árbitro: G. Fermi e G. Andrisani |

| 21 de Janeiro de 2012 | Amatori Lodi                                                                             | 8-5 | SL Benfica                                   | PalaCastellotti                 |
|                       | Valerio Antezza (2) Marco Motaran Fernando Montigel Matias Platero (2) Sergio Fiesta (2) |     | Sérgio Silva (3) Diogo rafael João Rodrigues | Árbitro: F. Garcia e Luis Delfa |

| 21 de Janeiro de 2012 | Pati Vic                                                                               | 8-1 | ERG Iserlohn | Pavillón Olímpico                |
|                       | Miquel Masoliver Borja Lopez (2) Josep Roca Ramon Bancells Sergi Pla Lucas Facundo (2) |     | Felix Bender | Árbitro: Carpelho e M. Guilherme |

| 18 de Fevereiro de 2012 | ERG Iserlohn   | 1-4 | Pati Vic                               | Pav. Iserlohn                    |
|                         | Sérgio Pereira |     | Borja Lopez Jordi Ribas Josep Roca (2) | Árbitro: José pinto e Rui Torres |

| 18 de Fevereiro de 2012 | SL Benfica                                                    | 8-0 | Amatori Lodi | Pav. Luz                        |
|                         | Sérgio Silva (3) Diogo Rafael (2) Carlos Lopez Luís Viana (2) |     |              | Árbitro: Valverde e Josep Gomez |

| 17 de Março de 2012 | Pati Vic                     | 3-2 | Amatori Lodi                   | Pavillón Olímpico                       |
|                     | Josep Roca Lucas Facundo (2) |     | Fernando Montigel Ariel Romero | Árbitro: Luis Inácio e Miguel Guilherme |

| 17 de Março de 2012 | ERG Iserlohn                    | 2-8 | SL Benfica                                                                   | Pav. Iserlohn                      |
|                     | Sebastien Glowka Sérgio Pereira |     | Valter Neves Diogo Rafael Cacau (2) Carlos Lopez Luís Viana (2) João Rodrigo | Árbitro: J. Schneider e Mark Lewis |

| 14 de Abril de 2012 | Amatori Lodi                                      | 3-1 | ERG Iserlohn | PalaCastellotti              |
|                     | Pierluigi Breciani Valerio Antezza Matias Platero |     | Felix Bender | Árbitro: L Varela e S. Mayor |

| 14 de Abril de 2012 | SL Benfica                                                  | 5-1 | Pati Vic   | Pav. Luz                           |
|                     | Diogo Rafael Sérgio Silva (2) Carlitos Lopez João Rodrigues |     | Josep Roca | Árbitro: U. Barbarisi e F. Ferrari |

## Final a Oito
A Final a Oito da Liga Europeia de 2011/12 foi disputada entre 24 de Maio e 27 de maio de 2012, no PalaCastellotti em Lodi, Itália. 
Após a qualificação os oito clubes participam na Final são: Amatori Lodi, Hockey Valdagno (de Itália), HC Liceo Coruña, FC Barcelona, Reus Deportiu (de Espanha),SL Benfica, UD Oliveirense e Candelária SC (de Portugal).

## Competição

### Quadro de Jogos
|  | Quartas de final             | Quartas de final             |                              |   | Semifinais | Semifinais |  |  | Final | Final |
|  |                              |                              |                              |   |            |            |  |  |       |       |
|  | 24 de Maio - PalaCastellotti |                              |                              |   |            |            |  |  |       |       |
|  |                              |                              |                              |   |            |            |  |  |       |       |
|  | Oliveirense                  | 2                            |                              |   |            |            |  |  |       |       |
|  | Oliveirense                  | 2                            | 26 de Maio - PalaCastellotti |   |            |            |  |  |       |       |
|  | FC Barcelona                 | 6                            |                              |   |            |            |  |  |       |       |
|  | FC Barcelona                 | 6                            | FC Barcelona                 | 5 |            |            |  |  |       |       |
|  | 24 de Maio - PalaCastellotti |                              | FC Barcelona                 | 5 |            |            |  |  |       |       |
|  |                              | Reus Deportiu                | 2                            |   |            |            |  |  |       |       |
|  | Reus Deportiu                | Reus Deportiu                | 2                            | 3 |            |            |  |  |       |       |
|  | Reus Deportiu                |                              | 27 de Maio - PalaCastellotti | 3 |            |            |  |  |       |       |
|  | Amatori Lodi                 | 1                            |                              |   |            |            |  |  |       |       |
|  | Amatori Lodi                 | 1                            | FC Barcelona                 | 2 |            |            |  |  |       |       |
|  | 25 de Maio - PalaCastellotti |                              | FC Barcelona                 | 2 |            |            |  |  |       |       |
|  |                              | HC Liceo Coruña              | 4                            |   |            |            |  |  |       |       |
|  | Candelária SC                | HC Liceo Coruña              | 4                            | 2 |            |            |  |  |       |       |
|  | Candelária SC                | 26 de Maio - PalaCastellotti |                              | 2 |            |            |  |  |       |       |
|  | HC Liceo Coruña              | 4                            |                              |   |            |            |  |  |       |       |
|  | HC Liceo Coruña              | 4                            | Hockey Valdagno              | 3 |            |            |  |  |       |       |
|  | 25 de Maio - PalaCastellotti |                              | Hockey Valdagno              | 3 |            |            |  |  |       |       |
|  |                              | HC Liceo Coruña              | 5                            |   |            |            |  |  |       |       |
|  | SL Benfica                   | HC Liceo Coruña              | 5                            | 5 |            |            |  |  |       |       |
|  | SL Benfica                   |                              |                              | 5 |            |            |  |  |       |       |
|  | Hockey Valdagno              | 11                           |                              |   |            |            |  |  |       |       |
|  | Hockey Valdagno              | 11                           |                              |   |            |            |  |  |       |       |

## Jogos

### Quartos-Final
| 24 de Maio | Reus Deportiu      | 3-1 | Amatori Lodi | PalaCastellotti                           |
|            | Marí Caldú Adroher |     | Festa        | Público: 2 500 Árbitro: Bisacco e Corponi |

| 24 de Maio | Oliveirense  | 2 - 6 | FC Barcelona                                  | PalaCastellotti                   |
|            | To Silva (2) | 1900  | Marc Torra (2) Álvarez (2) Panadero R. Garcia | Árbitro: Monteiro e Joaquim Pinto |

| 25 de Maio | SL Benfica                                             | 5 - 11 | Hockey Valdagno                           | PalaCastellotti                             |
|            | Rodrigues Diogo Rafael Luís Viana (2) Sérgio Silva (2) |        | Tataranni (4) De Oro (5) Nicolía F. Rossi | Público: 1 300 Árbitro: F Garcia e Valverde |

| 25 de Maio | Candelária SC            | 2 - 4 | HC Liceo Coruña                              | PalaCastellotti                         |
|            | M. Fernández Jorge Silva |       | Ricardo Barreiros Pascual Jordi Bargalló (2) | Público: 700 Árbitro: Bisacco e Corponi |

### Meia Final
| 26 de Maio | FC Barcelona                            | 5 - 2 | Reus Deportiu      | PalaCastellotti                         |
|            | R. Garcia P. Álvarez (2) Ordeig M. Gual |       | R. Marín Casanovas | Público: 900 Árbitro: Bisacco e Corponi |

| 26 de Maio | Hockey Valdagno       | 3 - 5 | HC Liceo Coruña                                         | PalaCastellotti                                  |
|            | Nicolía (2) Tataranni |       | Ricardo Barreiros S. Miras M. Pascual A. Pérez E. Lamas | Público: 1 200 Árbitro: Monteiro e Joaquim Pinto |

### Final
| 27 de Maio | FC Barcelona      | 2 - 4 | HC Liceo Coruña                               | PalaCastellotti                                  |
|            | R. Garcia M. Gual |       | J. Lamas Jordi Bargalló (2) Ricardo Barreiros | Público: 1 400 Árbitro: Monteiro e Joaquim Pinto |

| Liga Europeia 2011–12 Vencedores |
| HC Liceo Coruña (6)              |

## Ligações Externas
- CERH website
- Sítio do Amatori Lodi

### Internacional
- Ligações para todos os sítios de hóquei
- Mundook- Sítio com notícias de todo o mundo do hóquei
- Hoqueipatins.com - Sítio com todos os resultados de Hóquei em Patins